# Distretto di Rencheng
Il distretto di Rencheng (任城区S, RènchéngP) è un distretto della Cina, situato nella provincia dello Shandong e amministrato dalla prefettura di Jining.